# Glacier Jean-Brunhes
Pour les articles homonymes, voir Jean Brunhes et Brunhes.
Le glacier Jean-Brunhes est l'un des principaux glaciers des îles Kerguelen dans les Terres australes et antarctiques françaises. Il est situé à l'ouest de la péninsule Rallier du Baty sur la Grande Terre.

## Toponymie
Le nom du glacier a été donné dès 1908, confirmé en 1913, par Raymond Rallier du Baty qui explora les Kerguelen et reporta le glacier sous ce nom sur sa carte de 1922. Il rend hommage au géographe et professeur au collège de France Jean Brunhes (1869-1930).

## Géographie
Le glacier Jean-Brunhes est situé dans le massif Rallier du Baty, principalement à l'ouest de la ligne de crête formée, du nord au sud, par Le Bicorne (1 202 m), le mont Henri (1 262 m) et le mont Raymond (1 166 m), mais il possède une extension sur le versant est rejoignant au nord le glacier Arago, l'ensemble formant une sorte de petite calotte glaciaire. Du fait de sa structure complexe, il possède plusieurs branches d'épanchement à l'ouest (se jetant historiquement directement dans l'océan Indien) et à l'est (alimentant les affluents de la rivière des Sables) des monts.